# Người Môn
Người Môn (tiếng Myanmar: မွန်လူမျိုး); /mùn lùmjóʊ/) là một dân tộc nói tiếng Môn-Khmer ở Đông Nam Á, có quan hệ gần gũi với các dân tộc Môn-Khmer như người Khmer, người Khơ Mú, người Việt. Trong lịch sử, họ sống ở khu vực xung quanh biên giới phía Nam Thái Lan và Myanmar, là khu vực Hạ Miến Điện. Người Môn là những người đầu tiên ở bán đảo Trung Ấn tiếp nhận Phật giáo Nguyên thủy từ Sri Lanka và truyền bá lại xung quanh. Nhiều vị sư người Môn có vai trò quan trọng trong sự phát triển Phật giáo ở Thái Lan, Campuchia.
Người ta cho rằng người Môn có khoảng 8 triệu dân tự cho mình là hậu duệ của dân tộc Môn và duy trì văn hóa và ngôn ngữ nhưng đa số dân Môn (khoảng 4 triệu người) sử dụng tiếng Myanmar hiện đại trong công việc hàng ngày và chỉ đọc được chữ Myanmar chứ không phải tiếng mẹ đẻ của mình. Như nhiều dân tộc thiểu số khác tại Myanmar, họ bị buộc phải đồng hóa vào văn hóa Myanmar hoặc buộc phải bỏ đi.
Cộng đồng Môn tị nạn đông nhất hiện nay là ở Thái Lan. Nhiều người gốc Môn có vai trò quan trọng trong tôn giáo và chính trường Thái Lan. Vua Rama I có cha và vợ là người Môn. Cộng đồng Môn cũng một số ít sống ở Lào. Các cộng đồng nhỏ hơn ở các nước như Hoa Kỳ, Úc, Canada, Na Uy, Đan Mạch, Thụy Điển, Hà Lan và một số nước khác trên thế giới. Đa số người Môn sống quanh thành phố Bago hoặc tại những địa điểm kinh đô lịch sử của họ, cảng Mawlamyaing. Họ cũng chiếm một tỷ lệ đáng kể phía Nam vùng đất thấp duyên hải của thành phố Ye.

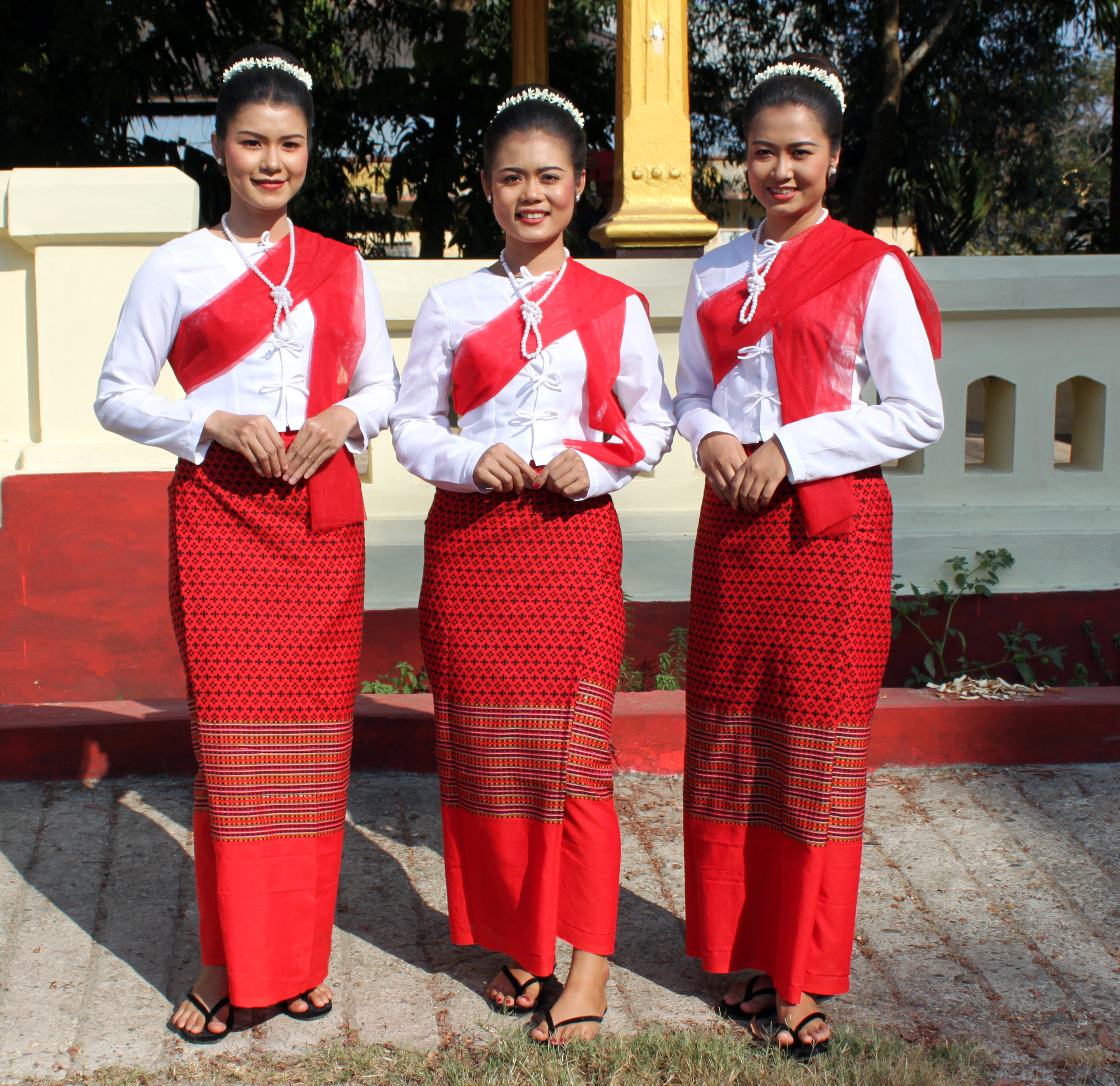
Phụ nữ Môn - trang phục truyền thống có nét tương đồng với trang phục nữ Lào